# David Per
David Per (ur. 13 lutego 1995 w miejscowości Dolenje Kronovo) – słoweński kolarz szosowy.

## Osiągnięcia
Opracowano na podstawie:

2012
- 1. miejsce w mistrzostwach Słowenii juniorów (jazda indywidualna na czas)
- 2. miejsce w mistrzostwach Słowenii juniorów (start wspólny)

2013
- 2. miejsce w Tour of Istria
  - 1. miejsce na 1. etapie
- 1. miejsce w mistrzostwach Słowenii juniorów (jazda indywidualna na czas)
- 3. miejsce w mistrzostwach Słowenii juniorów (start wspólny)
- 1. miejsce w Oberösterreich Juniorenrundfahrt
  - 1. miejsce na 2. etapie

2014
- 1. miejsce w mistrzostwach Słowenii juniorów (jazda indywidualna na czas)
- 1. miejsce w mistrzostwach Słowenii U23 (jazda indywidualna na czas)
- 1. miejsce w klasyfikacji młodzieżowej Tour of Al Zubarah

2016
- 2. miejsce w GP Laguna
- 1. miejsce w Ronde van Vlaanderen U23
- 3. miejsce w mistrzostwach Słowenii (jazda indywidualna na czas)
- 3. miejsce w mistrzostwach Słowenii (start wspólny)

## Rankingi
| Rok             | 2014 | 2015 | 2016 | 2017  | 2018  | 2019  | 2020 | 2021 | 2022  |
| --------------- | ---- | ---- | ---- | ----- | ----- | ----- | ---- | ---- | ----- |
| World Ranking   |      |      | 342. | 2869. | 1953. | 1791. | -    | 768. | 1881. |
| UCI Europe Tour | -    | 866. | 160. | 1873. | 1296. | 1182. | -    | 603. | 1212. |
| UCI Asia Tour   | 242. | -    | -    | -     | -     |       |      |      |       |
|                 |      |      |      |       |       |       |      |      |       |
| Źródło: UCI     |      |      |      |       |       |       |      |      |       |